# Tammy Cleland
Tammy Cleland (26 de outubro de 1975) é uma atleta olímpica americana do nado sincronizado.
Em 1996, nos Jogos Olímpicos de Atlanta, foi medalhista de ouro por equipa..